# 高田郁恵
高田 郁恵（たかだ いくえ、1982年10月13日 - ）は、日本の女優である。ダックスープ所属

## 概要
東京アナウンス学院への進学を機に上京。現代制作舎などの舞台出演を経て、劇団『毛皮族』'04年12月公演オーディションに合格し、劇団員となる。2013年までの『毛皮族』の全ての作品に出演。現在、フリー。
身長162cm。特技は日本舞踊（花柳流）、ダンス、バスケットボール、ボクシング。